# Valvata saulcyi
Valvata saulcyi is een slakkensoort uit de familie van de Valvatidae. De wetenschappelijke naam van de soort is voor het eerst geldig gepubliceerd in 1853 door Jules René Bourguignat.